# 雷卡雷德一世
雷卡雷德一世（約559年—601年12月，586–601年期間在位），西哥特王國的一位國王。587年，雷卡雷德一世決定放弃阿里烏教派，转而支持迦克墩基督教。
589年宣布迦克墩基督教為國教。
雷卡雷德一世在位期間首都位於托莱多。他最終因病於托莱多去世。